# Nubl
Nubl (arab. نبل) – miasto w Syrii, w muhafazie Aleppo. W 2004 roku liczyło 21 039 mieszkańców. Centrum administracyjne poddystyryktu Nubl.